# Saint-Jean-de-la-Neuville
Saint-Jean-de-la-Neuville é uma comuna francesa na região administrativa da Normandia, no departamento de Sena Marítimo. Estende-se por uma área de 7,95 km². Em 2010 a comuna tinha 621 habitantes (densidade: 78,1 hab./km²).